# Klaus Habetha

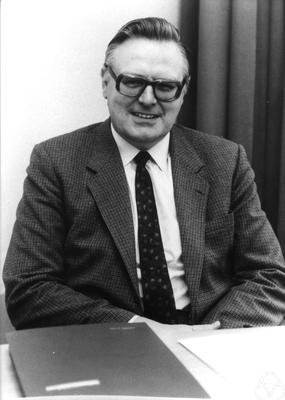
Klaus Habetha

Klaus Habetha (* 14. Februar 1932 in Berlin; † 8. April 2024 in Aachen) war ein deutscher Mathematiker und Rektor der RWTH Aachen.

## Leben
Nach seinem Abitur im Jahre 1950 studierte Habetha Mathematik, Physik und Chemie an der Johann Wolfgang Goethe-Universität Frankfurt am Main sowie an der Freien Universität Berlin. An der FU Berlin promovierte er 1959 zum Dr. rer. nat. mit der Schrift Über Mittelwerte von Lösungen linearer partieller Differentialungleichungen zweiter Ordnung, ab 1957 arbeitete er an der TU Berlin, wo er sich 1962 habilitierte. An der TU Berlin erhielt Habetha ab 1967 zunächst eine Stelle als Wissenschaftlicher Rat und Professor und wechselte zwei Jahre später an die Universität Dortmund, wohin er als ordentlicher Professor berufen wurde. Neben seinem Wirken an der Dortmunder Universität gehörte Habetha Anfang der 1970er Jahre noch dem Gründungsausschuss der 1974 gegründeten Fernuniversität Hagen an.
Im Jahre 1975 folgte Habetha einem Ruf an die RWTH Aachen, wo er zum 1. Juli das Lehrgebiet Mathematik für Ingenieure an der mathematisch-naturwissenschaftlichen Fakultät übertragen bekam. Hier wirkte er bis zu seiner Emeritierung im Jahre 1997 und leitete zwischenzeitlich als Nachfolger von Hans-Dieter Ohlenbusch die Hochschule von 1987 bis 1997 mit der zweitlängsten Amtszeit nach August von Kaven als deren Rektor. Während der Zeit seines Rektorats übernahm er zusätzlich von 1994 bis 1996 das Amt des Vorsitzenden der Landesrektorenkonferenz von Nordrhein-Westfalen und 1996/98 das des Sprechers der Universitäten innerhalb der Hochschulrektorenkonferenz, damit war er auch deren Vizepräsident.
Nach seiner Emeritierung gehörte Habetha von 1998 bis 2004 noch dem Kuratorium der Technischen Universität Chemnitz an, wo er in mehreren Berufungskommissionen maßgeblich an der Modernisierung der TU Chemnitz beteiligt war und als kompetenter Ratgeber des Rektorats gewirkt hat. Darüber hinaus war Habetha noch Mitglied im Hochschulrat der Technischen Universität Clausthal.
Im Jahre 1998 ehrte ihn die RWTH Aachen für seine langjährigen Verdienste mit der Ernennung zum Ehrensenator. Klaus Habetha war langjähriges Mitglied im Club Aachener Casino.

## Werke
- Höhere Mathematik für Ingenieure, 3 Bände, Klett-Verlag, Stuttgart, 1976 bis 1979
- Analysis, Kurseinheiten 1 – 17, Fernuniversität Hagen, 1977/78
- Höhere Mathematik, Kurseinheiten 1 – 7, Fernuniversität Hagen, 1979–1981
- Wissenschaft zwischen technischer und gesellschaftlicher Herausforderung : die Rheinisch-Westfälische Technische Hochschule Aachen 1970 bis 1995, Einhard-Verlag, Aachen, 1995
- Klaus Habetha/Wolfgang Sprößig/Klaus Gürlebeck: Funktionentheorie in der Ebene und im Raum, Birkhäuser, Berlin, 2006 (engl. Ausgabe 2007)